# Dies Domini
Dies Domini é uma carta apostólica promulgada pelo papa João Paulo II em 30 de julho de 1998. Neste documento, o Papa João Paulo incentiva a população católica a "redescobrir o significado" por trás da santificação do Dia do Senhor. 
O papa João Paulo II explica o significado do domingo à luz da tradição cristã. Celebrar o domingo é fazer presente as graças do mistério pascal, que é o clímax da história da salvação: 
"O mistério pascal de Cristo é a revelação completa do mistério da origem do mundo, o clímax da história da salvação e a antecipação da realização escatológica do mundo. O que Deus realizou na Criação e fez para o seu povo no Êxodo encontrou sua expressão mais completa na morte e ressurreição de Cristo, embora seu cumprimento definitivo não venha até a Parusia, quando Cristo voltar em glória. Nele, o significado "espiritual" do sábado é plenamente realizado, como  São Gregório Magno declara: "Para nós, o verdadeiro sábado é a pessoa do nosso Redentor, nosso Senhor Jesus Cristo."— Dies Domini, 18
 É o dia que recordamos em grata adoração o primeiro dia do mundo e aguardamos com expectativa a esperança do "último dia", quando Cristo virá em glória e todas as coisas serão renovadas. O domingo lembra o dia da ressurreição de Cristo. Esta é uma tradição que remonta aos apóstolos,  tendo sua origem no dia real da ressurreição de Cristo - designado apropriadamente como “o dia do Senhor." 
Falando das várias dimensões da celebração cristã do domingo, o documento declara que é: Dies Domini no que diz respeito à obra da criação, Dies Christi como o dia da nova criação e o presente do Espírito Santo do Senhor ressuscitado, Dies Ecclesiae como o dia em que a comunidade cristã se reúne para a celebração e Dies Hominis como o dia de alegria, descanso e caridade fraterna. 

## Conteúdo
1. Seção de Abertura (1-7)
2. Capítulo 1 - DIES DOMINI: A Celebração da Obra do Criador (8-18)
3. Capítulo 2 - DIES CHRISTI: O dia do Senhor ressuscitado e do dom do Espírito Santo (19-30)
4. Capítulo 3 - DIES ECCLESIAE: Assembléia Eucarística: Alma do Domingo (31-54)
5. Capítulo 4 - DIES HOMINIS: Domingo: Dia de alegria, descanso e solidariedade (55-73)

- "O domingo é o dia da alegria de uma maneira muito especial, de fato o dia mais adequado para aprender como se alegrar e redescobrir a verdadeira natureza e as raízes profundas da alegria." (57)

1. Capítulo 5 - DIES DIERUM: domingo: a festa primordial, revelando o significado do tempo (74-80)
2. CONCLUSÃO (81-87)